# Јуниверсити Плејс (Вашингтон)
Јуниверсити Плејс (енгл. University Place) град је у америчкој савезној држави Вашингтон. По попису становништва из 2010. у њему је живело 31.144 становника.

## Демографија
Према попису становништва из 2010. у граду је живело 31.144 становника, што је 1.211 (4,0%) становника више него 2000. године.
| Група             | 2000.          | 2010.          |
| Белци             | 22.207 (74,2%) | 21.150 (67,9%) |
| Афроамериканци    | 2.617 (8,7%)   | 2.641 (8,5%)   |
| Азијати           | 2.236 (7,5%)   | 2.792 (9,0%)   |
| Хиспаноамериканци | 1.150 (3,8%)   | 2.077 (6,7%)   |
| Укупно            | 29.933         | 31.144         |